# 신칸센 400계 전동차
신칸센 400계 전동차(일본어: 新幹線400系電車)는 동일본 여객철도(JR 동일본)의 신칸센 직행 특급(미니 신칸센)용 신칸센 차량이었다.

## 개요

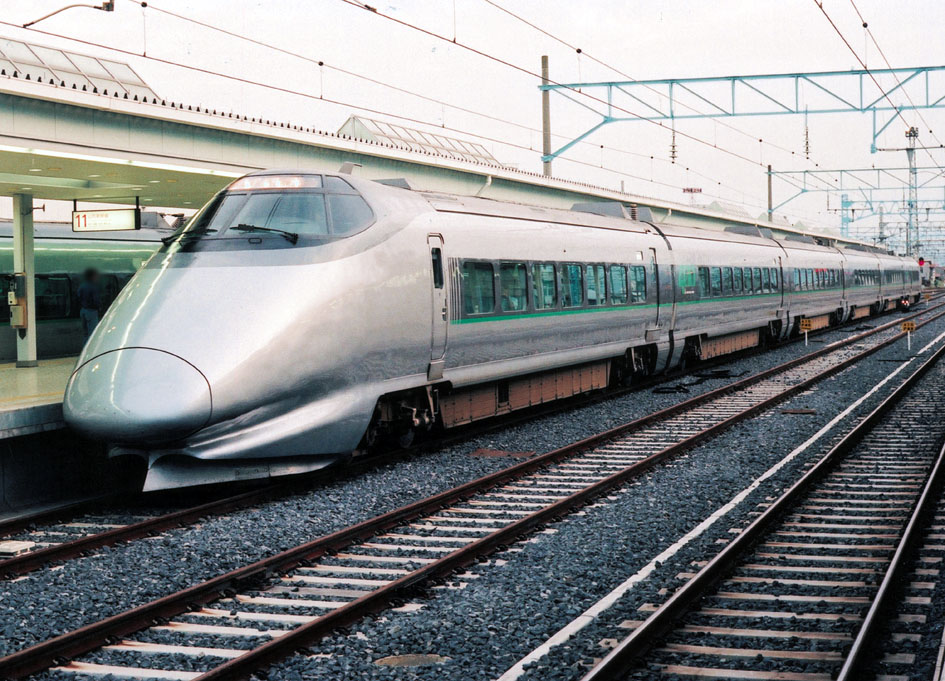
등장시의 도색의 400계

고속 운전을 실시하는 신칸센과, 신칸센과 같은 표준궤로 개궤한 재래선을 직통운전하는 최초의 미니신칸센 차량이다. 로고 마크에는 '400'이라는 형식명이 부가되어 있었다.
분류상은 신칸센 차량이지만, 재래선도 주행하기 위해 차체장 20,000mm·차체폭 2,947mm으로 차체가 좁은 재래선 규격에 맞추어 제조되어 있다. 차체폭이 좁기 때문에 좌석 배열은 보통차는 2+2의 4열, 그린차는 2+1의 3열이 되어 있다. 신칸센의 각 역에서는 플랫폼과의 사이에 큰 틈새가 생기기 때문에, 문 부분에는 연장 스텝이 설치되어 신칸센의 각 역에서의 정차중에 자동적으로 스텝이 펼쳐진다. 2001년 6월까지는 200계랑, 그 후로는 E4계랑 병결운행을 하고 있다.(도쿄-후쿠시마)
전원은 교류 50Hz 25,000V(신칸센)와 교류 50Hz 20,000V(재래선) 양쪽 모두에 대응하고 있다. 역행·제동 방식은 200계와 거의 같다. 속도계는 당초에는 아날로그식으로 보조로 우측 하단에 디지털로 표시되고 있었지만, 현재는 도호쿠 신칸센의 DS-ATC 도입과 함께 E3계와 같은 글래스 콕핏식의 속도계로 교체되었다.
보안 장치는 신칸센 구간에서 ATC, 재래선 구간에서 ATS-P가 사용되고 있다. 영업 최고속도는 신칸센 구간이 240km/h , 재래선 구간은 130km/h. 속도 시험에서는 1990년에 336km/h을, 1991년에는 345km/h을 기록했다(덧붙여서 신칸센에서의 LED 차외표시기의 채용은 풀규격 신칸센 제 1호인 E1계가 아니라, 이 400계의 시제차량이 최초다. 이것은 이후의 JR을 포함한 모든 일본 사철의 차량기술 진화에 크게 공헌한 것 중 하나이지만, 2003년에 대량생산차와 같이 자막식으로 변경되었다.).
또, 현재로서는 직류직권전동기를 탑재한 마지막 신칸센 차량이기도 하다.
도호쿠 신칸센, 조에쓰 신칸센용 차량으로서는 처음으로 볼스터리스 대차를 채용하고 있다.
편성 기호는 'L'(시제차량 등장시에는 S4편성). 당초에는 전차량 전동차인 6량 편성이었지만, '쓰바사'의 이용자가 증가했기 때문에 1994년부터 중간 차량(부수차)를 1량 증결하여 7량 편성이 되었다.
1999년 12월 4일에 있었던 신조(新庄) 연장을 기회로 증비된 E3계와 같은 도장으로 차례차례 변경되어 초기의 도장은 볼 수 없게 되었으며, 동시에 로고나 내장도 리뉴얼되었다. 그후로 E3계 2000번대의 도입에 수반해 2010년까지 모두 퇴역하였다.

## 객차 구성

### 6량 편성[1]
| 호차 | 1     | 2     | 3     | 4     | 5     | 6     |
| ---- | ----- | ----- | ----- | ----- | ----- | ----- |
| 명칭 | 401-1 | 402-1 | 403-1 | 404-1 | 405-1 | 406-1 |
| 좌석 | 20    | 67    | 60    | 68    | 64    | 56    |

### 7량 편성[5]
| 호차 | 11  | 12      | 13  | 14  | 15  | 16  | 17  |
| ---- | --- | ------- | --- | --- | --- | --- | --- |
| 명칭 | Msc | M'      | M   | M'  | T   | M   | M'c |
| 번호 | 411 | 426-200 | 425 | 426 | 429 | 425 | 422 |
| 좌석 | 20  | 67      | 60  | 68  | 64  | 64  | 56  |

1호차부터 2호차까지 도큐차량제조, 3호차부터 4호차까지 히타치 제작소, 5호차부터 6호차까지 가와사키 중공업에서 제작되었다. 12호차와 14호차에 팬터그래프가 존재한다.

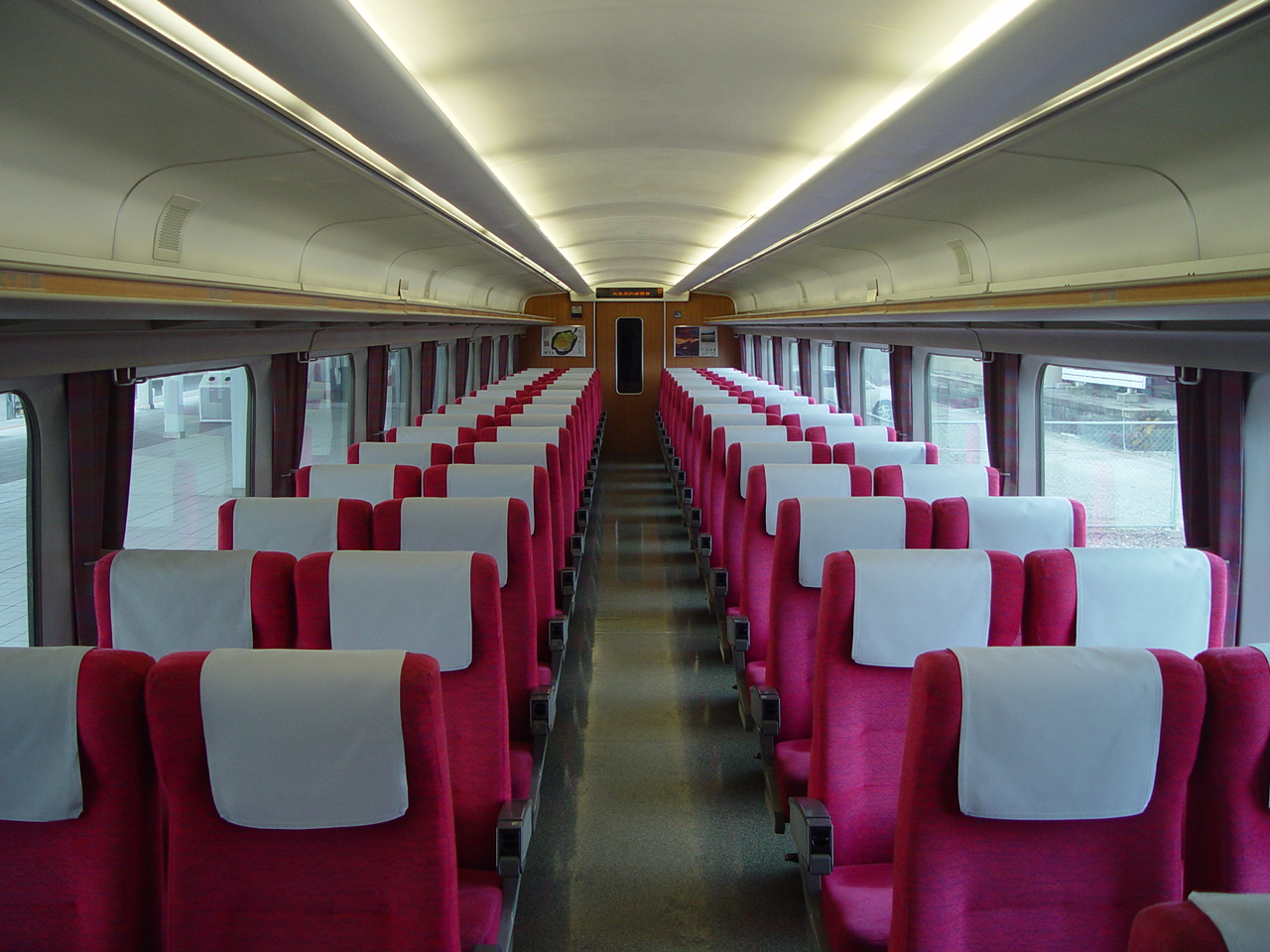
400계 지정석
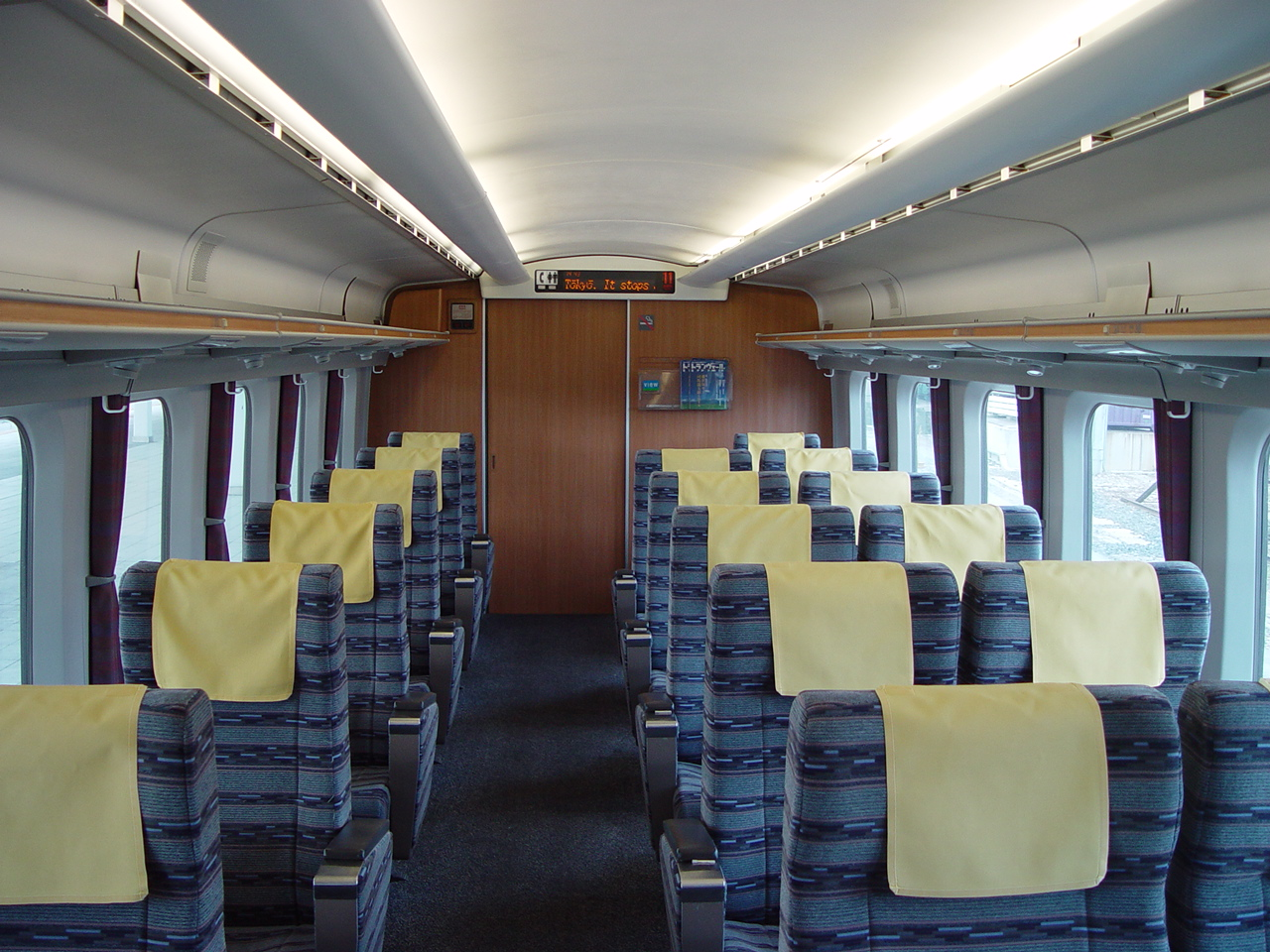
400계 그린차

## 현황
총 12편성이 도입되었다. 현재 전 차량 폐차되었다.
| 차호  | 도입 시기 | 운행 중단 시기 | 비고                       |
| ----- | --------- | -------------- | -------------------------- |
| L1호  | 1990년    | 2009년         | 도입 초기 S4호로 도입했다. |
| L2호  | 1992년    | 2009년         |                            |
| L3호  | 1992년    | 2010년         |                            |
| L4호  | 1992년    | 2009년         |                            |
| L5호  | 1992년    | 2009년         |                            |
| L6호  | 1992년    | 2009년         |                            |
| L7호  | 1992년    | 2009년         |                            |
| L8호  | 1992년    | 2009년         |                            |
| L9호  | 1992년    | 2009년         |                            |
| L10호 | 1992년    | 2009년         |                            |
| L11호 | 1992년    | 2009년         |                            |
| L12호 | 1992년    | 2009년         |                            |

## 보존 및 전시 차량
- 411-3(L3편성 1호차)
2010년 퇴역 후 일단 JR 동일본 신칸센 종합 차량 센터에 보존 했다가 사이타마현 사이타마시 오미야구에 위치한 철도박물관으로 옮겨져 2018년부터 전시를 시작했다.[9][10][11]

## 사진

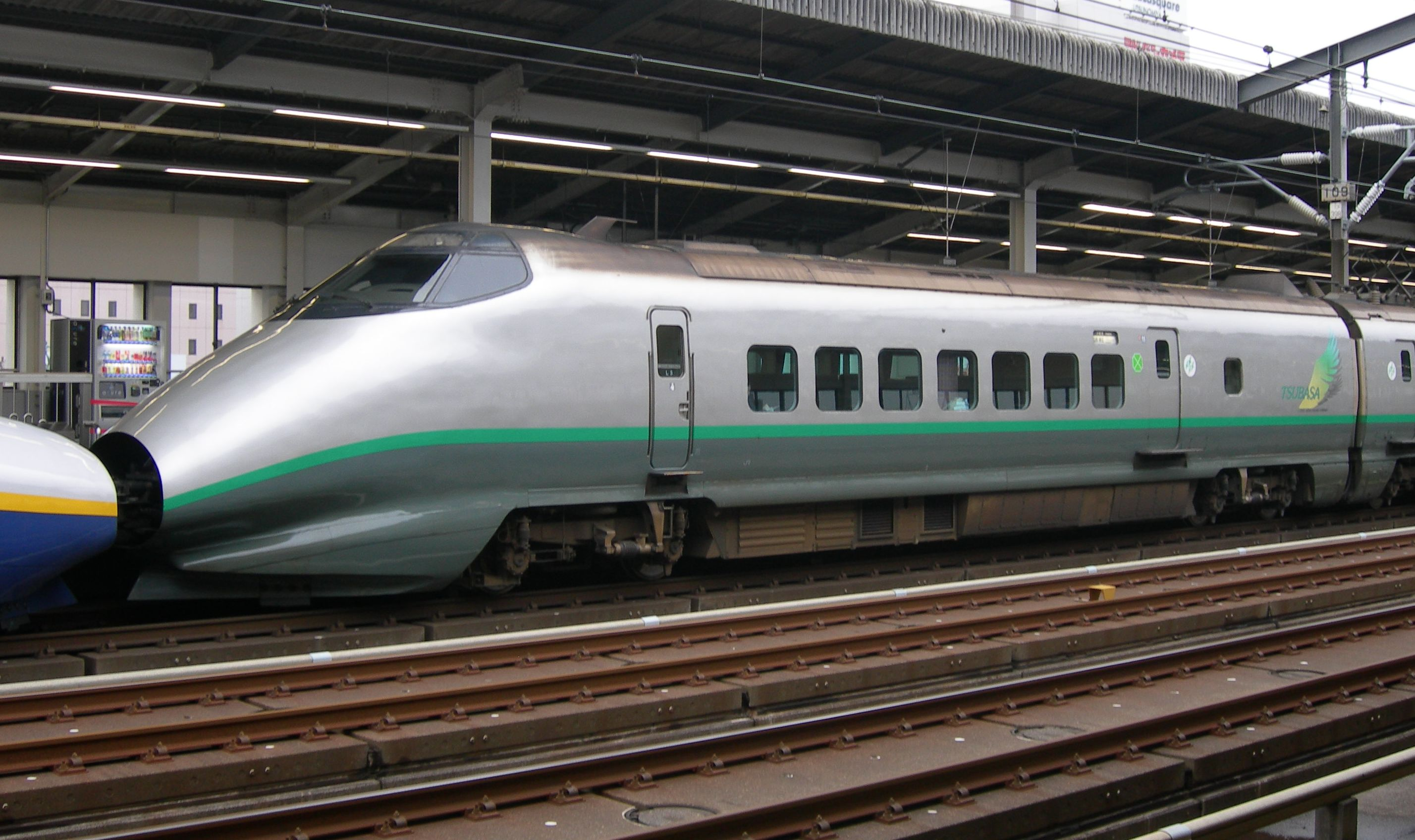
11호차 (411-3)
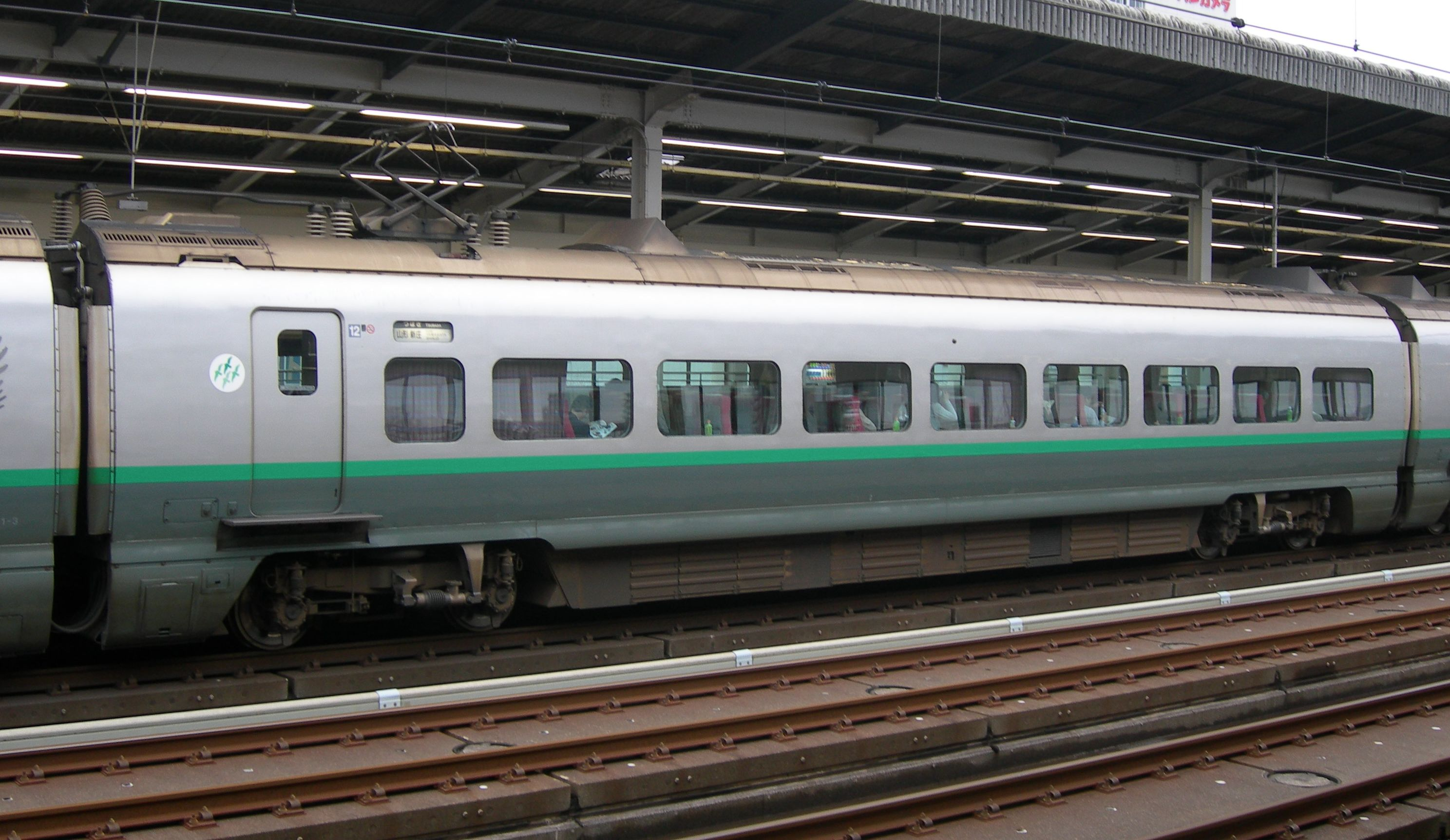
12호차 (426-203)
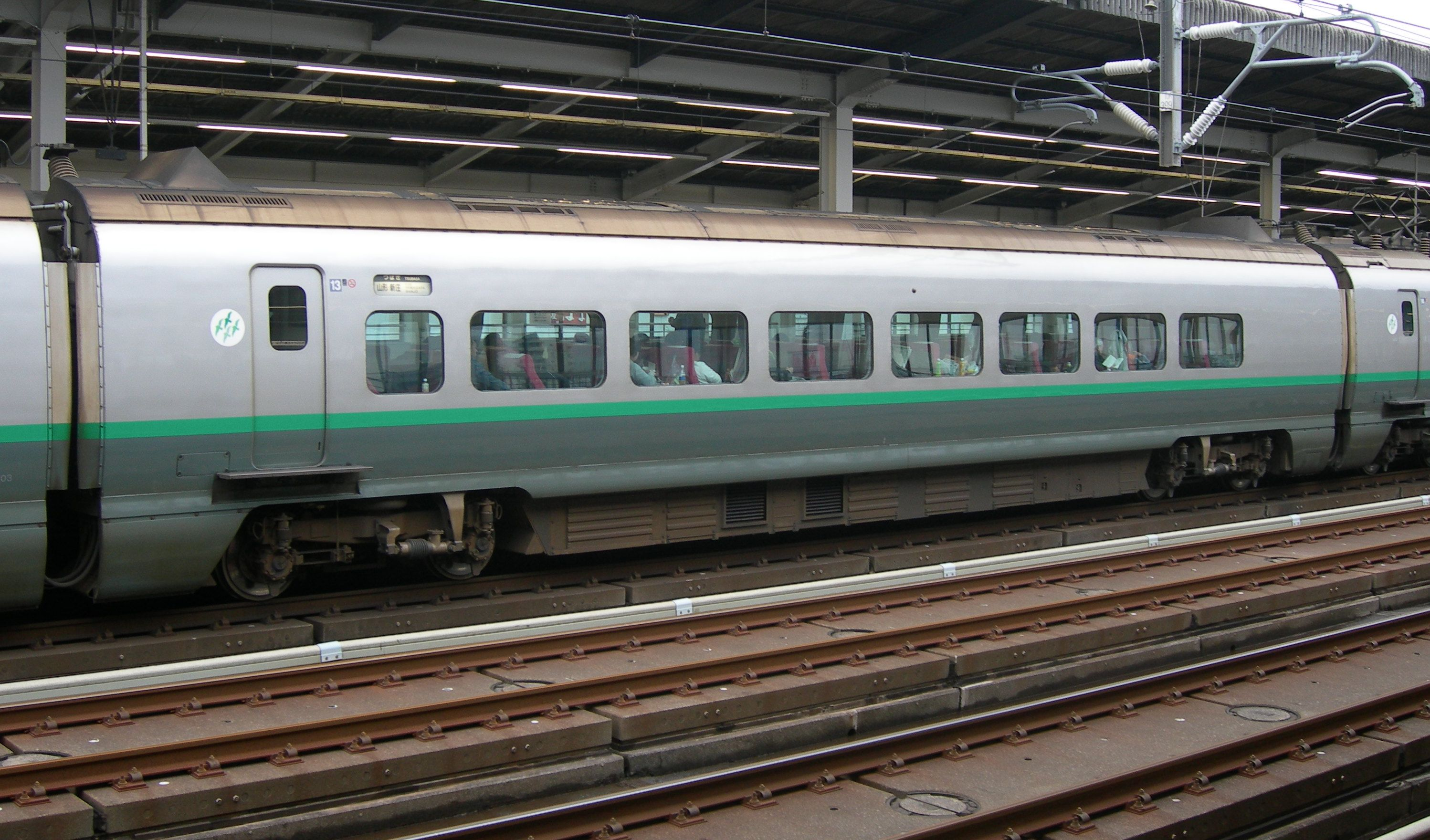
13호차 (425-3)
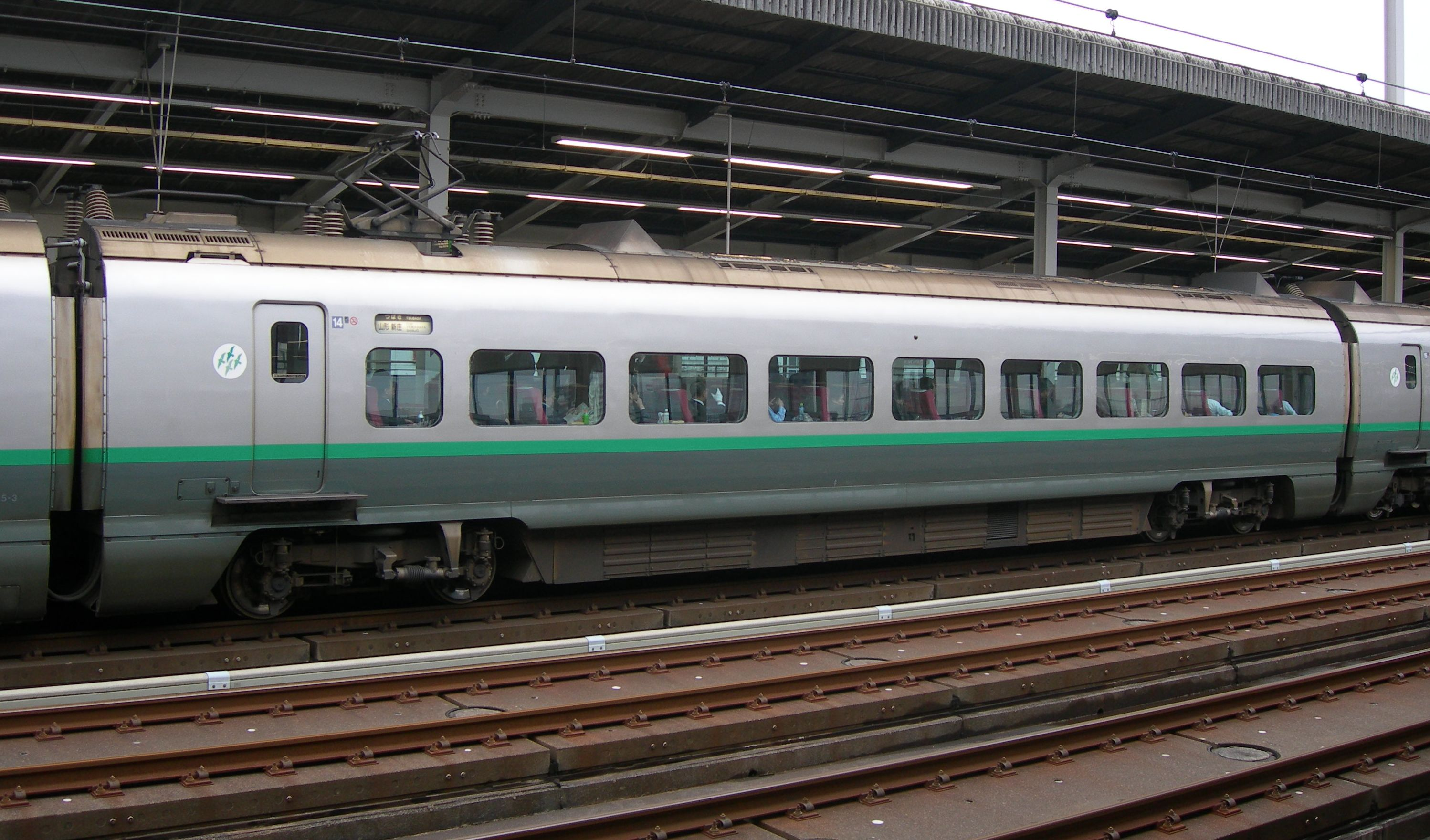
14호차 (426-3)
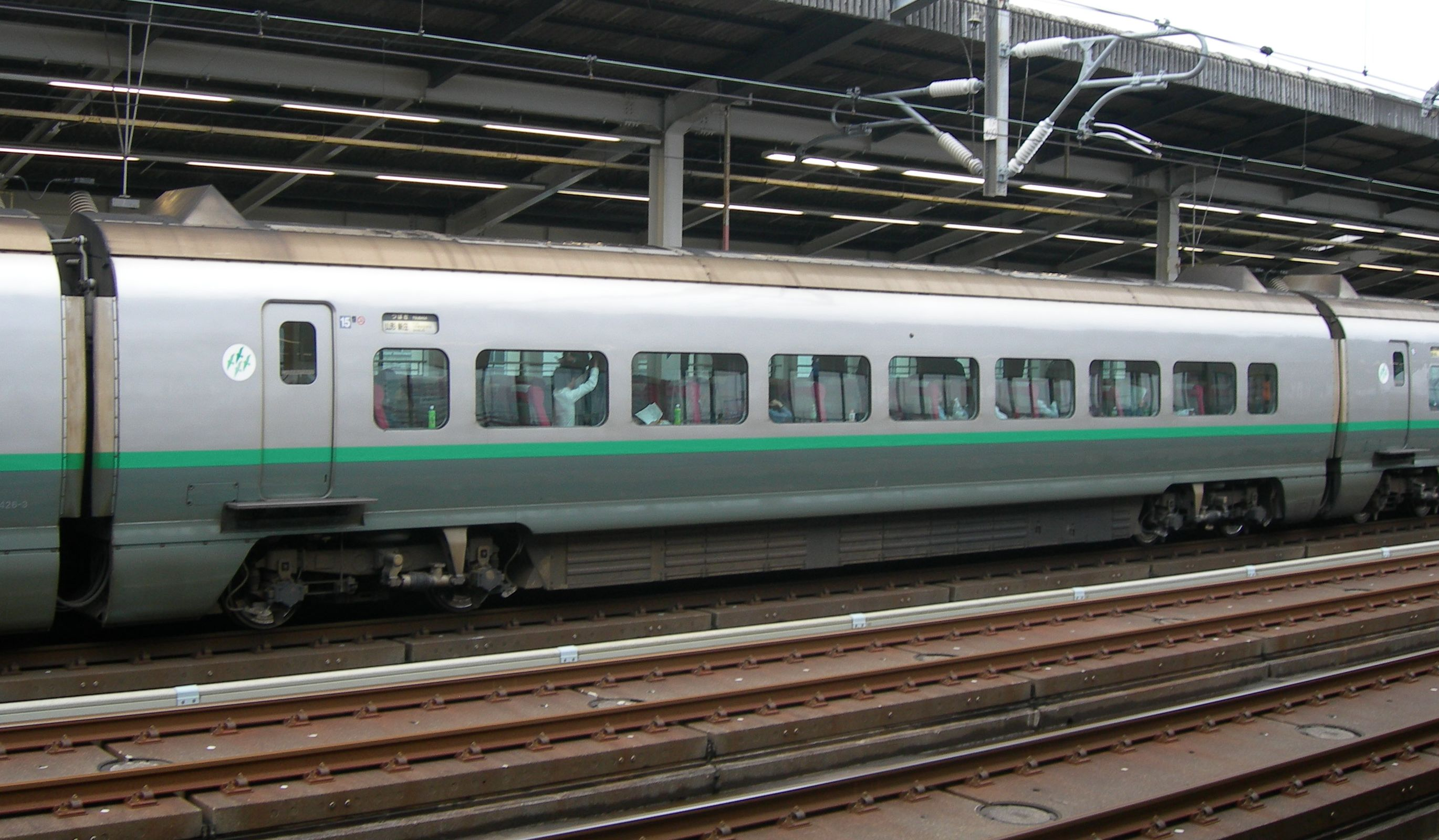
15호차 (429-3)
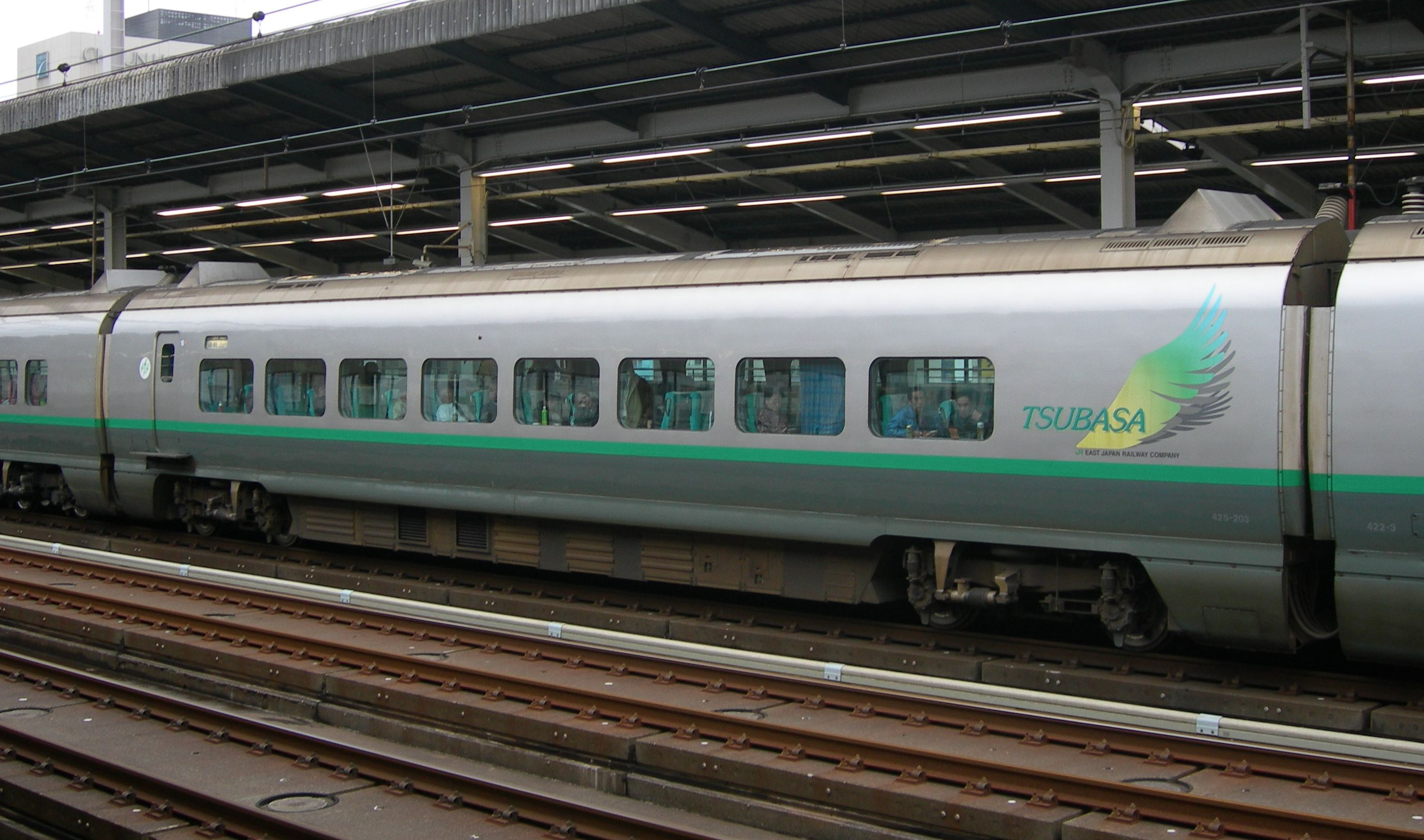
16호차 (425-203)
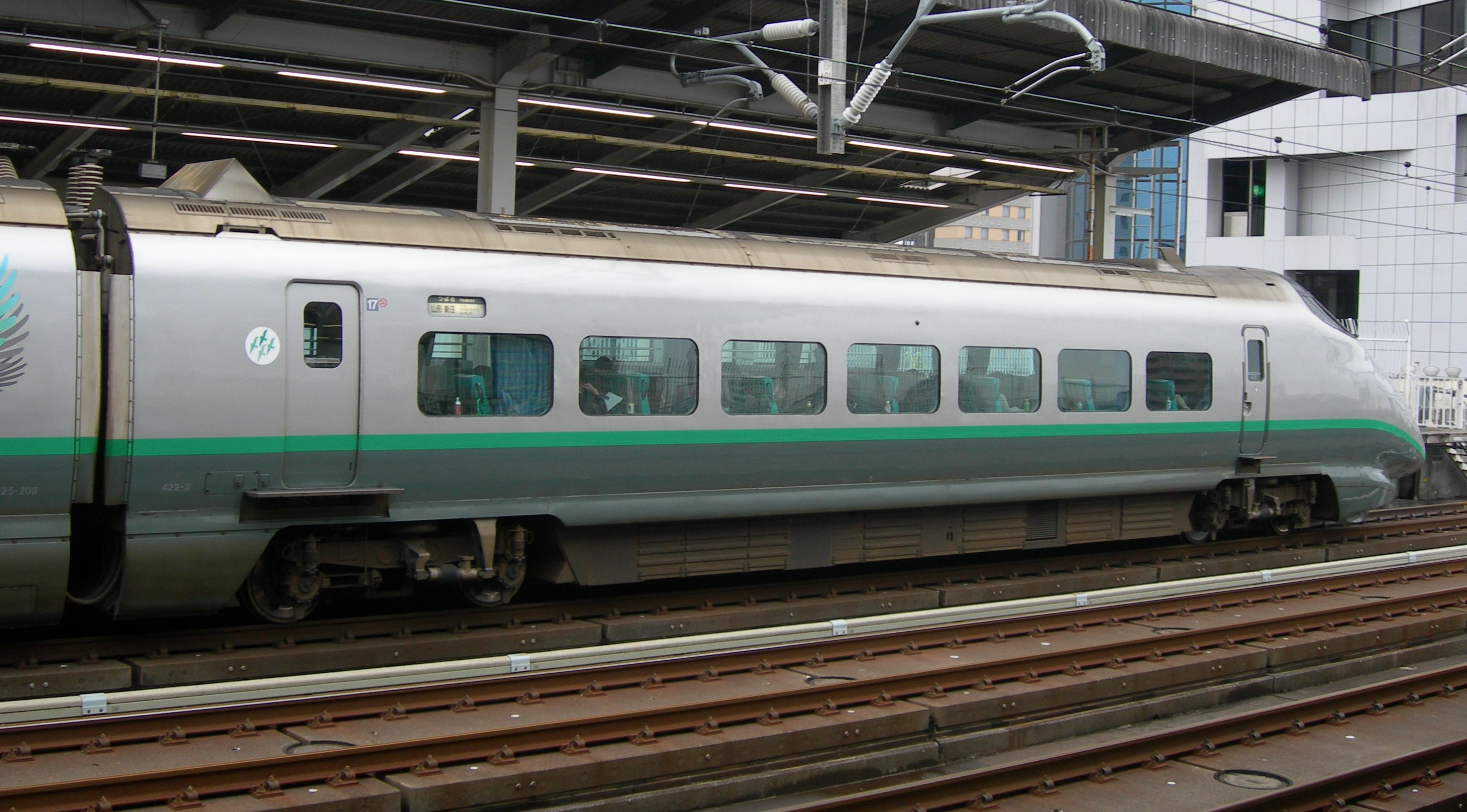
17호차 (422-3)